# 丸森町立丸森小学校羽出庭分校
丸森町立丸森小学校羽出庭分校（まるもりちょうりつ まるもりしょうがっこう はでにわぶんこう）は宮城県伊具郡丸森町字火打石にあった公立小学校である。丸森町立丸森小学校と統合されるため、閉校となった。木造校舎であった。

## 沿革
- 1880年（明治13年） - 開校。
- 2015年（平成27年）3月29日 - 分校の1〜4年の児童4人と、住民ら約120人で閉校式[2]。
- 2015年（平成27年）3月31日 - 児童減少に伴い閉校[2]。

## アクセス
阿武隈急行あぶくま駅から徒歩25分